# Nisko (Klissza)
Nisko falu Horvátországban Split-Dalmácia megyében. Közigazgatásilag Klisszához tartozik.

## Fekvése
Splittől légvonalban 18, közúton 35 km-re északra, községközpontjától légvonalban 17, közúton 23 km-re északnyugatra, a Kozjak-hegységtől északra, a dalmát Zagora területén fekszik.

## Története
Nisko területe már az ókorban lakott volt. Erre utal az a tény, hogy a régi plébániatemplom egy ókeresztény bazilika alapfalaira épült. A feltárás során talált leletek ma a sinji ferences kolostor gyűjteményében találhatók. A mai települést a 18. század elején alapították, amikor a ramai ferences atyák a török megszállás alatt álló Boszniából és Hercegovinából hozott új keresztény lakossággal telepítették be ezt a vidéket. Egyházi szolgálatát hosszú ideig a sinji kolostor ferences szerzetesei látták el. 1797-ben a Velencei Köztársaság megszűnésével a település a Habsburg Birodalom része lett. 1806-ban Napóleon csapatai foglalták el és 1813-ig francia uralom alatt állt. Napóleon bukása után ismét Habsburg uralom következett, mely az első világháború végéig tartott. A településnek 1857-ben 270, 1910-ben 412 lakosa volt. Az I. világháború után rövid ideig az Olasz Királyság, ezután a Szerb-Horvát-Szlovén Királyság, majd Jugoszlávia része lett. A második világháború idején olasz csapatok szállták meg. A háború után a szocialista Jugoszlávia része lett. Lakossága 2011-ben 244 fő volt.

## Lakosság
| Lakosság változása | Lakosság változása | Lakosság változása | Lakosság változása | Lakosság változása | Lakosság változása | Lakosság változása | Lakosság változása | Lakosság változása | Lakosság változása | Lakosság változása | Lakosság változása | Lakosság változása | Lakosság változása | Lakosság változása | Lakosság változása |
| ------------------ | ------------------ | ------------------ | ------------------ | ------------------ | ------------------ | ------------------ | ------------------ | ------------------ | ------------------ | ------------------ | ------------------ | ------------------ | ------------------ | ------------------ | ------------------ |
| 1857               | 1869               | 1880               | 1890               | 1900               | 1910               | 1921               | 1931               | 1948               | 1953               | 1961               | 1971               | 1981               | 1991               | 2001               | 2011               |
| 270                | 314                | 312                | 342                | 393                | 412                | 883                | 432                | 454                | 442                | 437                | 473                | 350                | 321                | 279                | 244                |

## Nevezetességei
- Keresztelő Szent János tiszteletére szentelt régi római katolikus temploma ókeresztény bazilika alapfalaira épült a 18. században. Ennek a kis méretű templomnak a maradványai ma a temetőben találhatók. Oltárául egy díszes régi sírkő szolgált. Ennek a templomnak a berendezéséből mára egy 18. századi ezüst körmeneti kereszt és egy 18. századi réz temetési kereszt maradt fenn.[2]
- Az új Keresztelő Szent János templomot 1912-ben építették. 1935-ben, 1962-ben és 2000-ben megújították. A homlokzat feletti harangtoronyban három harang található. Belsejét 1935-ben Julije Švabe festette ki. A diadalívre Szent Cirill és Metód a famennyezetre, amely ma már nem látható Keresztelő Szent János és a négy evangélista alakját festette. Ugyanő építette a gipszből készített főoltárt. A hajóban a Kármelhegyi boldogasszony oltára található. A templom körül temető található.[2]
- A Nišćanski gaj területén találhatók a rajčicai kutak ,[5] melyek tíz szárazon falazott falú kútból és egy nagyobb, közös szarvasmarha-itatóból állnak. A kutakat egysorosan rakott kövek veszik körül, és a kút falában épített lépcsők vezetnek a vízhez. A kutak mellé a szarvasmarhák etetésére kővájút helyeztek. A kutak legrégebbi ábrázolása Nisko kataszteri térképén található 1829-ből. A falubeliek jól tudták, hogy melyik kút melyik településhez vagy családhoz tartozott.